# Урекешть (комуна, Вранча)
Урекешть, Урекешті (рум. Urechești) — комуна у повіті Вранча в Румунії. До складу комуни входить єдине село Урекешть.
Комуна розташована на відстані 150 км на північний схід від Бухареста, 14 км на південний захід від Фокшан, 77 км на захід від Галаца, 113 км на схід від Брашова.

## Населення
За даними перепису населення 2002 року у комуні проживали 5839 осіб.
Національний склад населення комуни:
| Національність | Кількість осіб | Відсоток |
| -------------- | -------------- | -------- |
| румуни         | 5804           | 99,4 %   |
| цигани         | 31             | 0,5 %    |
| угорці         | 4              | 0,1 %    |

Рідною мовою назвали:
| Мова      | Кількість осіб | Відсоток |
| --------- | -------------- | -------- |
| румунська | 5836           | 99,9 %   |
| угорська  | 2              | < 0,1 %  |
| польська  | 1              | < 0,1 %  |

Склад населення комуни за віросповіданням:
| Релігія                                       | Кількість осіб | Відсоток |
| --------------------------------------------- | -------------- | -------- |
| православні                                   | 5797           | 99,3 %   |
| адвентисти                                    | 17             | 0,3 %    |
| римо-католики                                 | 10             | 0,2 %    |
| бретрени                                      | 3              | 0,1 %    |
| не релігійні                                  | 3              | 0,1 %    |
| лютерани                                      | 2              | < 0,1 %  |
| п'ятдесятники                                 | 1              | < 0,1 %  |
| лютерани (Синодально-пресвітеріанська церква) | 1              | < 0,1 %  |

## Персоналії
- Ангел Тілвар (1962) — міністр національної оборони Румунії